# Alamodome

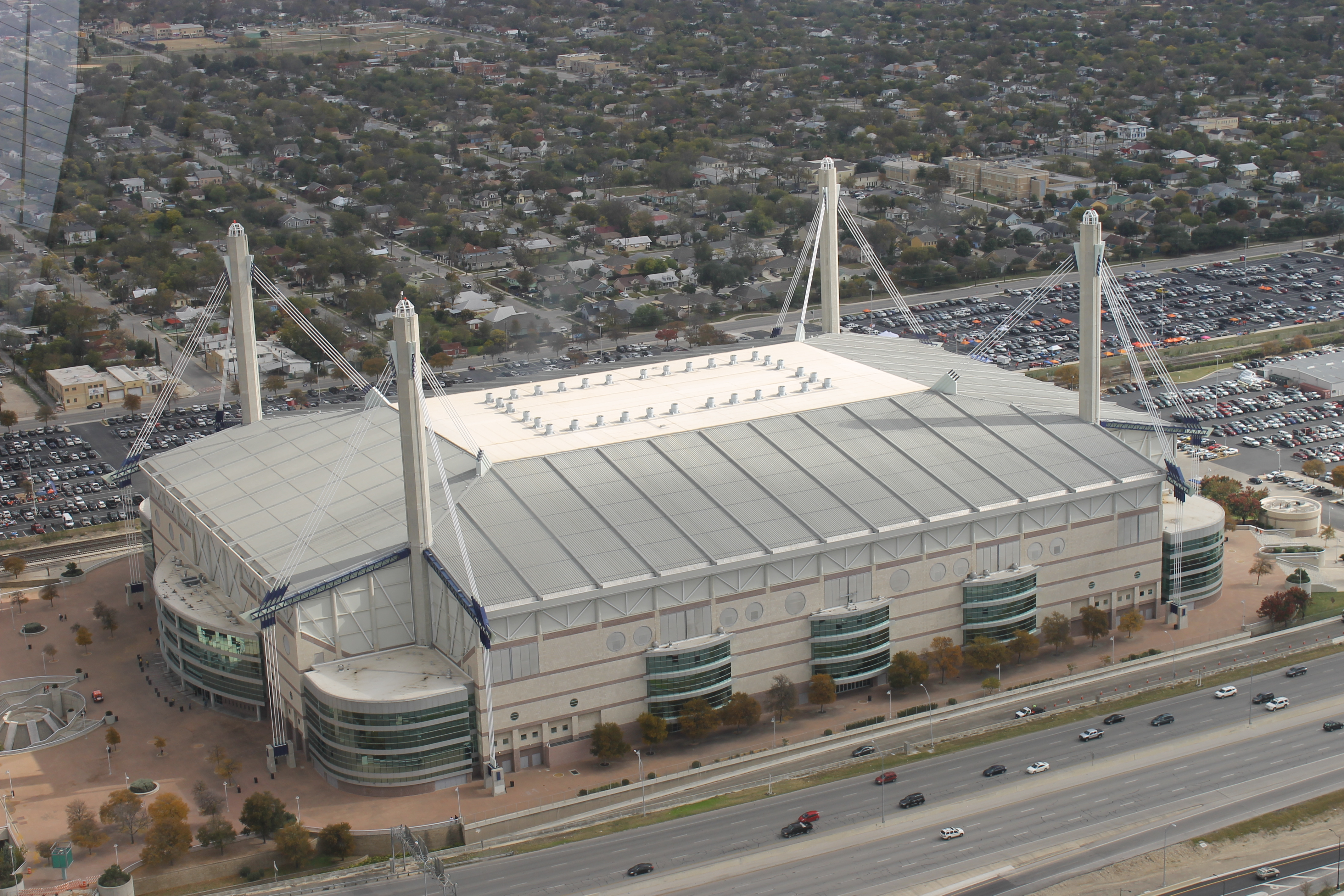
Quang cảnh từ trên cao từ Tower of the Americas

Alamodome là một sân vận động đa năng trong nhà dạng vòm với sức chứa 64.000 chỗ ngồi ở San Antonio, Texas. Sân nằm ở rìa đông nam của trung tâm thành phố San Antonio. Cơ sở được khánh thành vào ngày 15 tháng 5 năm 1993, được xây dựng với chi phí 186 triệu đô la.
Cơ sở vật chất đa năng được xây dựng nhằm mục đích tăng cường lưu lượng tham gia hội nghị của thành phố và thu hút thương hiệu bóng bầu dục chuyên nghiệp. Sân cũng đáp ứng nhu cầu của San Antonio Spurs về một nhà thi đấu lớn hơn. Spurs đã chơi ở Alamodome trong một thập kỷ, sau đó trở nên thất vọng với cơ sở và yêu cầu Quận Bexar xây dựng một nhà thi đấu mới cho họ, bây giờ được gọi là Trung tâm AT&T. Những đội thuê sân thường xuyên của Alamodome hiện là UTSA Roadrunners. Những đội thuê sân gần đây bao gồm San Antonio Commanders của Alliance of American Football và San Antonio Talons của Arena Football League.